# Dettelbach (Stockacher Aach)
Der Dettelbach ist ein knapp sechs Kilometer langer, rechter und südsüdöstlicher Nebenfluss der Stockacher Aach, der im baden-württembergischen Landkreis Konstanz verläuft.

## Name
Der Name ist eine Kompositum aus der Endung -bach und dem Genitiv des Personennamens *Thātilo.

## Geographie
Der Bach entspringt auf dem Bodanrück nordöstlich des Radolfzeller Ortsteils Liggeringen, fließt anfangs westlich, dann nordwestlich und durch ein enges Waldtal, begleitet von der K 6100, in die weite Mündungsebene der Stockacher Aach hinab. Diese quert er auf etwa Nordlauf, im Bereich des Rieds in einem schnurgeraden Entwässerungsgraben, von dem ein rechter Abzweig weiter abwärts zur Stockacher Aach läuft. Zuletzt nimmt er von Südwesten her den ähnlich großen, nach einem linken Oberlauf auch Wäschgraben genannten Marktbach auf und mündet hundert Meter weiter von rechts in die Stockacher Aach.

## Natur
Im Dettelsbach wurden im Sommer 2017 Steinkrebse gefunden.